# Lucy von Barclay de Tolly
Lucy von Barclay de Tolly (* 19. Julijul. / 31. Juli 1886greg. in Riga; † 16. Juli 1947 in Muskau) war eine deutsch-baltische Malerin. Sie gilt heute als berühmteste Malerin Muskaus.

## Leben

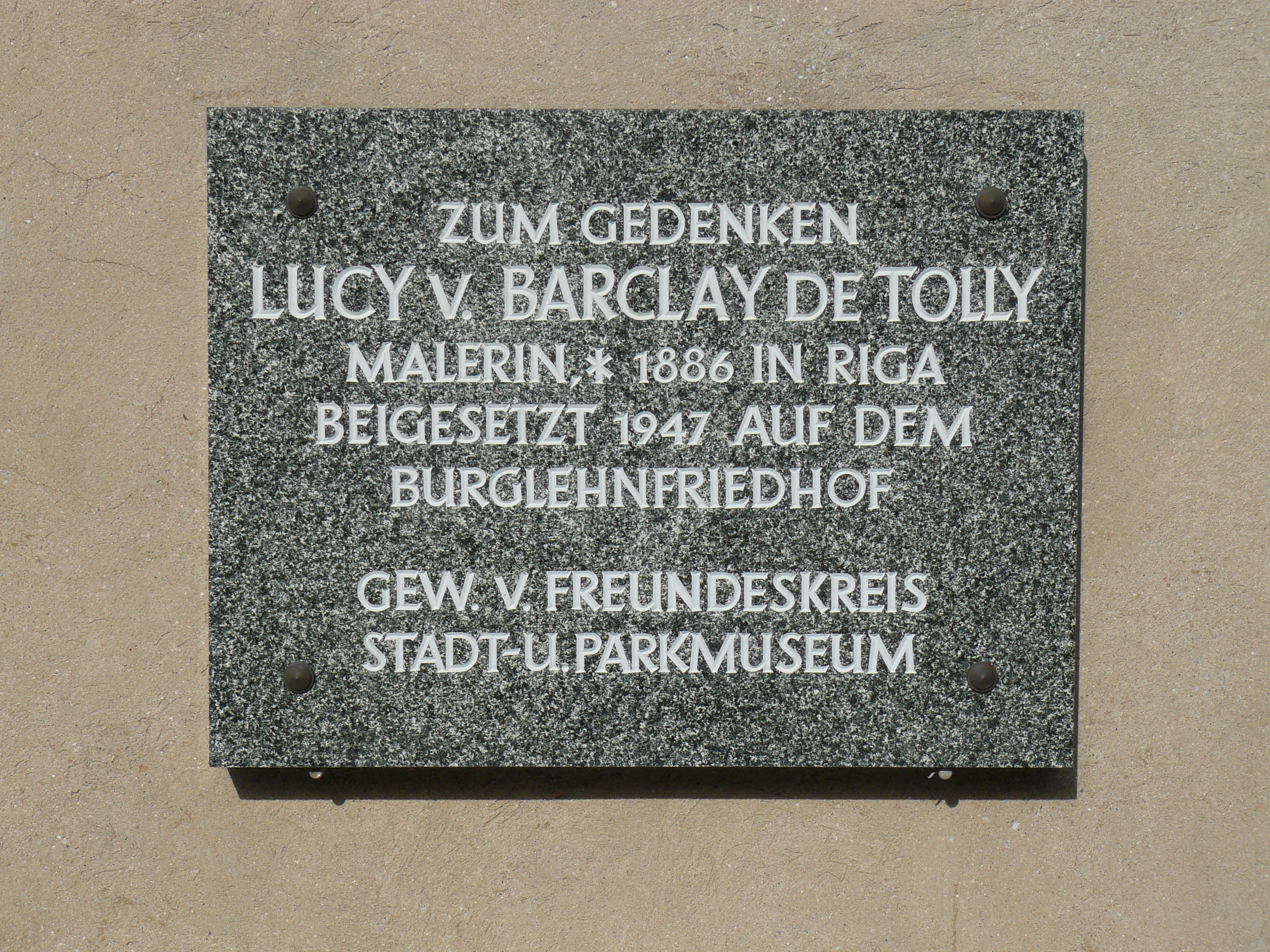
Gedenktafel für Lucy von Barclay de Tolly auf dem Bergfriedhof in Bad Muskau

Sie wurde als Tochter des Rigaer Börsenmaklers Hugo Johann Barclay de Tolly (1850–1929) und der Ernestine von Barclay de Tolly, geb. Graß (1865–1945), in Riga geboren. Sie ist mit Michael Andreas Barclay de Tolly verwandt, der der Vetter ihres Ururgroßvaters war.
Barclay de Tollys Interesse und Kenntnisse der Malerei hatten ihre Wurzeln wahrscheinlich in ihrer Kinder- und Jugendzeit. Es ist nicht bekannt, ob Barclay de Tolly eine Kunsthochschule besuchte, Quellen zu ihrem Leben gibt es nur wenige. Während des Ersten Weltkriegs lebte sie in Tallinn und musste nach Ende des Krieges „wie viele Balten ihre Heimat verlassen.“ Sie ließ sich mit ihren Eltern in Muskau nieder, wo sie in der Villa Bellevue Quartier bezog. Der Vater starb im Juni 1929 in Muskau. Lucy arbeitete freiberuflich als Malerin und konnte vom Verkauf ihrer Bilder leben, auch wenn ihr Verdienst gering war. Ihre finanzielle Lage verschlechterte sich mit Beginn des Zweiten Weltkriegs; kurzzeitig flüchtete Barclay de Tolly mit ihrer Mutter im Februar 1945 aus der umkämpften Stadt.
Ihre Mutter verstarb kurz nach der Rückkehr nach Muskau im November 1945 und wurde auf dem Friedhof des Muskauer Burglehens beigesetzt. Barclay de Tolly lebte bis zu ihrem Tod 1947 in „äußerst ärmlichen Verhältnissen“ in der Schmelzstraße 34 in Muskau. Bei ihrer Beerdigung am 19. Juli 1947 trug sie ein geborgtes Leichenhemd. Sie wurde auf ihren ausdrücklichen Wunsch hin im Grab ihrer Mutter beigesetzt. Das Grab ist nicht erhalten. Seit 1994 erinnert an der Friedhofskapelle des Neuen Bergfriedhofs eine Gedenktafel an Barclay de Tolly.

## Werk
Barclay de Tolly schuf hauptsächlich Ölgemälde von Landschaften in und um Muskau. Zu ihren Lieblingsmotiven zählten Ansichten des Muskauer Parks. Ihr bekanntestes Werk ist das Gemälde „Am Eichsee“, das den Eichsee im Muskauer Park zeigt und um 1935 entstand. Je nach finanzieller Lage weisen ihre Bilder dicken oder dünnen Farbauftrag auf.
Barclay de Tollys Gesamtwerk zählt mehr als 100 Gemälde. Sie befinden sich überwiegend in Privatbesitz und im Besitz des Stadt- und Parkmuseums Bad Muskau. Im Jahr 1991 widmete das Stadt- und Parkmuseum der Künstlerin eine Sonderausstellung.